# Гарав (Яванский район)
Гарав (тадж. Ғарав) — село в Яванском районе Хатлонской области Республики Таджикистан. Административный центр джамоата (сельской общины) Дахана Яванского района.
Находится на расстоянии 5 км от райцентра (пгт. Яван).
Население — 7465 чел. (2017).